# 金宣旼
金宣旼（1971年—）是一名韓國歷史學家，目前擔任高麗大學民族文化研究院滿學研究中心教授、吉林师范大学历史文化学院满族文化研究所兼职教授。專研清代中韓關係、滿學和邊界史。
本科和碩士畢業於高麗大學，並從杜克大學取得博士學位。